# Cratichneumon pseudanisotae
Cratichneumon pseudanisotae là một loài tò vò trong họ Ichneumonidae.